# Carli Renzi
Carli Renzi (ur. 24 października 1982) – australijska judoczka i zapaśniczka.
Olimpijka z Londynu 2012, gdzie zajęła dziewiąte miejsce w turnieju judo do 57 kg. Zdobyła siedem medali na mistrzostwach Oceanii. Startowała w Pucharze Świata w latach 2009–2012.
Szósta na igrzyskach Wspólnoty Narodów w 2010 w zapasach. Mistrzyni Oceanii w 2010 roku.